# Толбачик (река)
Толба́чик (в верховье Правый Толбачик) — река в Камчатском крае России, правый приток Камчатки, протекает по территории Усть-Камчатского и Мильковского районов.
Длина реки — 148 км, площадь водосборного бассейна — 2110 км².

## Гидрография
Начинается на восточном склоне горы Звезда Толбачика. Течёт сначала в юго-восточном направлении, у горы Малая Удина поворачивая на юго-запад и входя в зону берёзово-лиственничного леса. Ниже слияния с Левым Толбачиком приобретает название Толбачик. Ширина реки здесь, у бараков Толбачик, составляет 15 метров, глубина — 0,5 метра, дно твёрдое. Скорость течения 1,3 м/с. К северу от хребта Пологого поворачивает на запад, а у контрольного узла связи Толбачик — на север, после чего течёт по болотистой местности несколькими рукавами. Впадает в реку Камчатку справа на 322 км от устья на высоте 39,5 м над уровнем моря. Ширина реки в устьевой части 45 метров, глубина — 2,8 метра.

### Водный режим
Река имеет подземное и снеговое питание. Среднемноголетний расход воды в среднем течении 12,1 м³/с (объём стока 0,382 км³/год). На тёплое время года приходится до 86 % стока.
Режим реки характеризуется продолжительным половодьем и летне-осенней меженью, иногда прерываемой дождевыми паводками. Толбачик вскрывается в середине мая, общая продолжительность половодья — 100—120 дней. Летне-осенняя межень начинается в сентябре и продолжается 30-70 дней. Первые ледовые явления появляются в третьей декаде октября, река окончательно застывает в первой половине ноября.

### Притоки
Все притоки Толбачика относятся к малым рекам и ручьям:
- правые: Озерная, Толуд;
- левые: Ледниковый, Лиственный, Шумный, Левый Толбачик, Чмеклок[4].

По данным государственного водного реестра России относится к Анадыро-Колымскому бассейновому округу. Код водного объекта — 19070000112120000014533.

## Гидроним
Название произошло от ительменского Тулуча, Тулуач. По реке названо селение Толбачинское, от которого, в свою очередь, происходит название вулканического массива Толбачик.

## Комментарии
1. ↑  В Государственном водном реестре верхнему течению реки приписано название Левый Толбачик.